# Aubourn with Haddington
Aubourn with Haddington est une paroisse civile du Lincolnshire, en Angleterre.